# (5025) Mecisteo
(5025) Mecisteo es un asteroide troyano de Júpiter descubierto por Milan Antal el 5 de octubre de 1986 desde el Centro Astronómico de Toruń (Pinwice).

## Designación y nombre
Designado provisionalmente como 1986 TS6, se le asignó el nombre definitivo en honor a Mecisteo, soldado aqueo que participó en la guerra de Troya donde murió heroicamente junto a su padre.

## Características orbitales
Mecisteo está situado a una distancia media de 5,200 ua, pudiendo alejarse un máximo de 5,587 ua y acercarse un máximo de 4,814 ua. Tiene una excentricidad de 0,0742.

## Características físicas
Este asteroide tiene una magnitud absoluta de 10,4.